# Centro de Documentación Teatral
El Centro de Documentación Teatral es una unidad dependiente del INAEM, en el ámbito del Ministerio de Educación, Cultura y Deporte de España. Desde su creación ha ido desarrollando las tareas de recopilación y conservación de los diversos materiales (artísticos, gráficos, estadísticos, etc) útiles para los profesionales de las artes escénicas españolas y su investigación histórica.

## Historia
Creado en 1971 como hemeroteca y biblioteca documental de los archivos del Estado relacionados con las artes escénicas, heredó los fondos fotográficos, fonográficos e impresos (carteles, programas...) de los Teatros Nacionales y Festivales de España (organismo autónomo adscrito a diversos ministerios hasta su desaparición) del periodo franquista, y su fondo bibliotecario.
En sus primeros años, estuvo instalado en un pequeño despacho del edificio del Teatro María Guerrero de Madrid, bajo la dirección de Vicente Amadeo, que también se ocupaba del Teatro Nacional de Cámara y Ensayo. En 1979, se modificó de forma sustancial y esencial al ser nombrado director César Oliva, y continuó desarrollándose con la dirección de Moisés Pérez Coterillo entre 1983-1992, con la edición de El público, la revista considerada referente obligado en el estudio del teatro de España de aquel periodo. Asociados a la publicación de El Público, aparecieron los "Cuadernos teatrales", la Guía Teatral de España y el Anuario Teatral, editado a partir de 1985 y origen de la Revista Digital de la Escena. 
En 1993 fue nombrado director del Centro Andrés Peláez Martín, director del Museo Nacional de Teatro en Almagro, que coordinó una Historia de los Teatros Nacionales. En 1996, de forma simbólica, recuperó la dirección Moisés Pérez Coterillo, pues falleció apenas unos meses después de ocupar el cargo que quedó en interinidad hasta la llegada de Cristina Santolaria, que retomó la tarea de edición de los "Anuarios" y abrió un programa de recuperación de publicaciones con antologías de revistas como Primer Acto y El Público, y estudios monográficos de autores como Edgar Neville. También comenzaron a publicarse los premios “Calderón de la Barca”. En 2000, Santolaria es relevada en la dirección por Julio Huélamo, que prosiguió la tarea de edición del "Anuario Teatral", el Inventario teatral de Iberoamérica y la recuperación de fondo teatral. Así, fueron apareciendo, la antología de la revista Yorick, sendas monografías sobre temas como los Títeres de Iberoamérica o "El debate de los Teatros Nacionales", Teatro en guerra, Retratos en Blanco y Negro (caricaturas del Teatro); o monográficos dedicados a dramaturgos como Miguel Mihura o Rafael Alberti. También se completó la digitalización de las revistas españolas de teatro: El Público, Pipirijaina, El Teatro (épocas de 1900-1905 y 1909-1910). Se amplió en este apartado digital, el fondo de fotografías, cintas de audio y filmaciones. Entre 2002 y 2015 se editó, primero en formato DVD y en luego en internet, la Revista Digital de la Escena, considerada el germen del Portal de las Artes Escénicas.

### teatro.es
El portal del CDT, teatro.es, se puso en marcha en noviembre de 2011, herramienta digital que ha gestionado unos fondos de 200.000 fotografías, 5.000 grabaciones en DVD, 500.000 notas de prensa clasificadas, y 18.000 libros, para su consulta de forma gratuita a través de internet, dentro del conjunto de bases de datos con aproximadamente cincuenta mil producciones estrenadas en España desde la década de 1930.
El portal incluye la revista Don Galán, y la serie "Documentos para la Historia del Teatro español", además de secciones de noticias, efemérides, museo de voces de grandes intérpretes, álbum de caricaturas, y un largo etcétera.
La "Teatroteca" es un servicio en línea, que permite al usuario, de forma gratuita, acceder el visionado de cerca de mil grabaciones de espectáculos completos, registrados desde 1978.